# Gian Carlo Perego
Gian Carlo Perego (ur. 25 listopada 1960 w Vailate) – włoski duchowny katolicki, arcybiskup Ferrary-Comacchio od 2017.

## Życiorys
23 czerwca 1984 otrzymał święcenia kapłańskie i został inkardynowany do diecezji Cremona. Był m.in. sekretarzem biskupim, dyrektorem diecezjalnej Caritas i wicedyrektorem tej organizacji na szczeblu krajowym, a także kierownikiem fundacji Migrantes.
15 lutego 2017 został mianowany przez papieża Franciszka arcybiskupem Ferrary-Comacchio. Sakry udzielił mu 6 maja 2017 biskup Antonio Napolioni.